# غاميلان

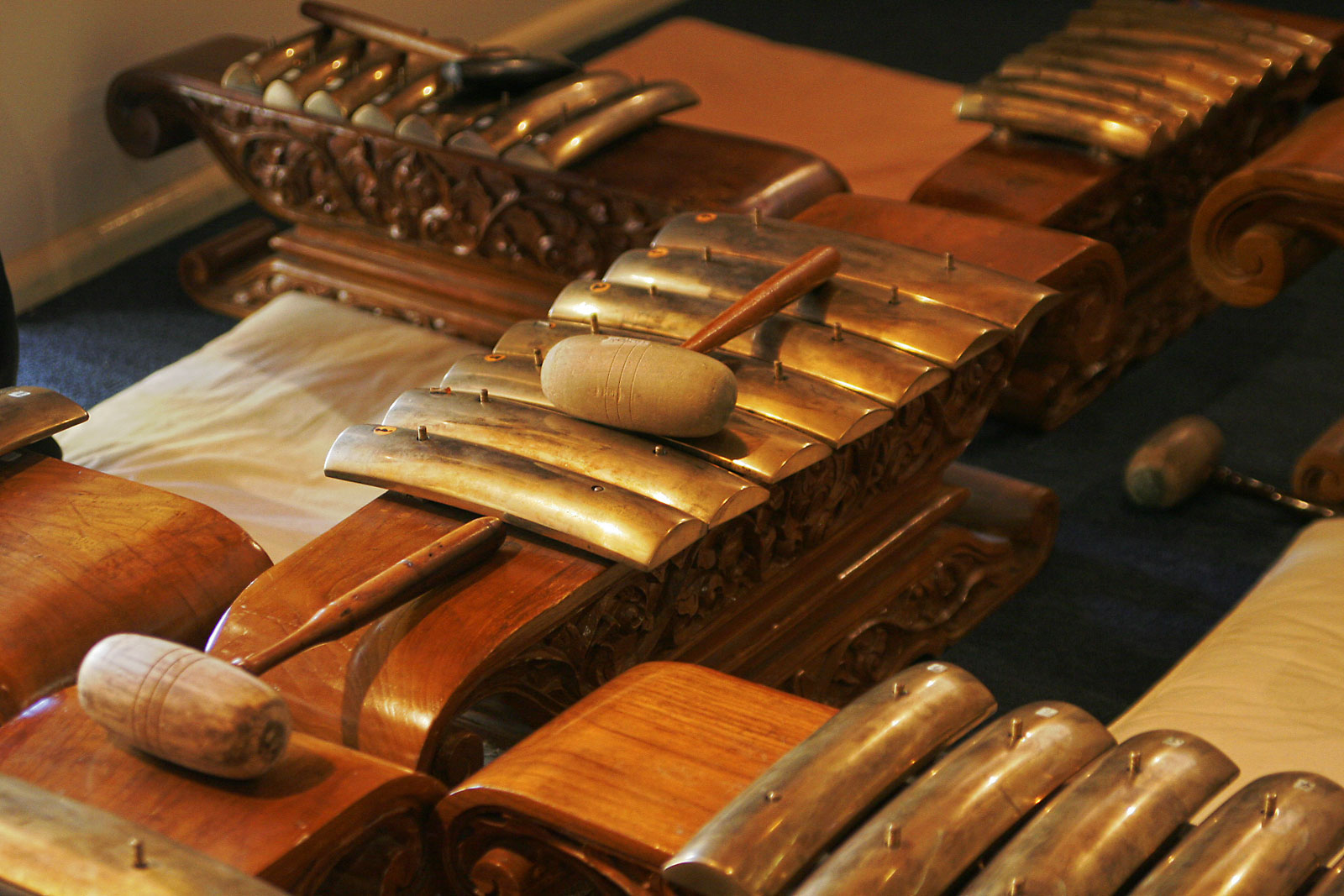
مجموعة آلات موسيقية تستخدم في الغاميلان

غاميلان (بالإندونيسية: Gamelan) هو اسم يطلق على فرق أو تجمعات غنائية تقليدية في إندونيسيا، تعزف فيها آلات موسيقية مثل الميتالوفون والكسيلوفون وأيضاً الطبول التي تعتبر الآلة الموسيقية الرئيسية في الفرقة. كلمة gamelan باللغة الإندونيسية مشتقة من الجذر gamel التي تعني يطرق أو يدق. دائما ما تعمل الفرقة في الخلفية بعرض الوايانج (مسرح العرائس الجاوي التقليدي).